# Alexandrina Council
Koordinaten: 35° 30′ S, 138° 47′ O

Der District Council of Alexandrina ist ein lokales Verwaltungsgebiet (LGA) im australischen Bundesstaat South Australia. Das Gebiet ist 1827 km² groß und hat etwa 26.000 Einwohner (2016).
Alexandrina gehört zur Region Outer Adelaide und grenzt im Nordwesten an die Metropole Adelaide. Das Gebiet beinhaltet 55 Ortsteile und Ortschaften: Angas Plains, Ashbourne, Belvidere, Blackfellows Creek, Bletchley, Bull Creek, Callington, Clayton, Currency Creek, Dingabledinga, Finniss, Gemmells, Goolwa, Goolwa Beach, Goolwa North, Goolwa South, Hartley, Hayborough, Highland Valley, Hindmarsh Island, Hope Forest, Kuitpo, Kuitpo Colony, Kyeema, Lake Plains, Langhorne Creek, Macclesfield, McHarg Creek, Middleton, Milang, Montarra, Mosquito Hill, Mount Compass, Mount Jagged, Mount Magnificent, Mount Observation, Mundoo Island, Nangkita, Nurragi, Pages Flat, Paris Creek, Point Sturt, Port Elliot, Prospect Hill, Red Creek, Salem, Sandergrove, Strathalbyn, The Range, Tolderol, Tooperang, Willunga Hill, Wistow, Woodchester und Yundi. Der Verwaltungssitz des Councils befindet sich in Goolwa im Süden der LGA, wo etwa 7700 Einwohner leben (2016).
Die LGA liegt nordwestlich der Mündung des Murray River, Australiens längstem Fluss, in den Südlichen Ozean in die Encounter Bay. Zuvor bildet der Fluss einen großen See, den Lake Alexandrina, an dessen Ausläufer Goolwa liegt. Mitte des 19. Jahrhunderts war die Stadt ein bedeutender Hafen für den Flusshandel. Da die Murray-Mündung bei Niedrigwasser von Sandbänken versperrt und auch sonst gefährliches Gewässer ist, wurden die Handelswaren von Goolwa nach Port Elliot zur Verladung auf Seeschiffe gebracht. Dafür wurde 1854 eine der ersten beiden Eisenbahnlinien in ganz Australien eröffnet. Noch heute fährt der Cockle Train, eine historische Dampfeisenbahn, auf dieser Strecke bis nach Victor Harbor. Später übernahm Milang die Rolle als wichtigster Flusshafen, die Waren wurden über die Straße in das neue Zentrum Adelaide gebracht. Als jedoch später das weiter flussaufwärts gelegene Murray Bridge durch die Eisenbahn mit Adelaide verbunden wurde, sank die Bedeutung der Region für den Handel.
Heute ist die Küstenregion an der Encounter Bay eine beliebte Touristenregion. Im Südosten der LGA liegt die Meeresmündung des Murray River, an der auch der sich die Küste entlang erstreckende Coorong-Nationalpark beginnt. Bei Port Elliott und Middleton befinden sich mehrere beliebte Surfstrände. Milang und Clayton bieten Wassersport am Lake Alexandrina. Goolwa ist Ausgangspunkt für Murray-Flussfahrten und Standort eines hundert Jahre alten Raddampfers. In der Stadt, die auch für ihren Bootsbau bekannt ist, findet mit dem Wooden Boat Festival alle zwei Jahre ein Bootfestival statt. Goolwa hat sich für eine zurückhaltende und behutsame Stadtentwicklung entschieden als Reaktion auf den rasanten Wandel der Küstengegend durch Tourismus und Zuzug, der unter dem Stichwort Seachange läuft, und sich als erste Stadt außerhalb Europas der Cittàslow-Bewegung angeschlossen.
Das Inland des Councils wird vorwiegend land- und forstwirtschaftlich genutzt. In der Gegend um den Currency Creek und Langhorne Creek wird Wein angebaut. Die Küsten- und Flussregionen leben außerdem vom Fischfang. Eine Spezialität ist die in Südaustralien als Goolwa cockle (Plebidonax deltoides) bekannte australische Seemuschelart.

## Verwaltung
Der Council von Alexandrina hat zwölf Mitglieder, elf Councillor werden von den Bewohnern der fünf Wards gewählt (vier aus Goolwa-Hindmarsh Island Ward, je zwei aus Angas, Port Elliot-Middleton und Strathalbyn Ward und einer aus dem Nangkita Ward). Diese fünf Bezirke sind unabhängig von den Stadtteilen festgelegt. Der Ratsvorsitzende und Mayor (Bürgermeister) wird zusätzlich von allen Bewohnern der City gewählt.